# Václav III. Kinský
Václav III.[zdroj?] Vchynský (Kinský) z Vchynic a Tetova (německy Wenzel III. Kinsky von Wchinitz und Tettau, 1572 – 28. února 1626, Brno), byl český šlechtic, stal se předkem dnešního rodu Kinských.

## Původ
Narodil se jako nejstarší syn Jana staršího z Vchynic (1536–1590), který se zprotivil císaři Rudolfu II. a byl v roce 1586 zbaven úřadu karlštejnského purkrabího, a jeho manželky Anny Pouzarové z Michnic († 1598). Václavův strýc Radslav starší († 1619) pohádkově zbohatl a zasloužil se o povýšení rodu do panského stavu.

## Život
Do veřejného života vstoupil na začátku 17. století. V letech 1603–1606 zastával úřad nejvyššího lovčího, kvůli intrikám byl ale propuštěn a ponížený opustil rudolfínský dvůr. V důsledku této křivdy a křivd, kterých se Rudolf II. dopustil na jeho otci Janovi, choval vůči císaři zášť a přiklonil se k arcivévodovi Matyášovi. Ve svých 24 letech[zdroj?] se stal Matyášovým komorníkem a poradcem. Zavázal se využít veškerý svůj vliv k získání české koruny, za což mu Matyáš přislíbil postoupení komorních panství Chlumec nad Cidlinou a Kolín. Václav dovedně mocensky lavíroval mezi oběma habsburskými bratry a podporoval strýce Radslava ve snahách získat potvrzení panského stavu pro Vchynské.
Po vpádu pasovských vojsk do Čech v roce 1611 prokázal Václav svou statečnost a důvtip. Když dav pod zástěrkou pasovské invaze začal rabovat a vraždit, postavili se Václav se svými bratry do čela stavovských oddílů a zastavili řádění lidu a ochraňovali jezuity na Starém Městě.
Protestantští stavové zaslali králi Matyášovi deputaci a žádali ho, aby přijel do Čech a vyhnal pasovské ze země, ačkoli věděli, že je zarytým katolíkem. Matyáš byl na straně Bavorů. Václavův politický soupeř, hrabě Slavata ve svých spisech (z nichž čerpal historik Folkmann) Václavovo vystupování na protestantských shromážděních popisuje velmi nejednoznačně.
Po Matyášově příjezdu do Čech obdržel Václav slíbená dvě panství. Z vděčnosti financoval tisk oslavné básně Sixta Palmy Močidlanské o Slavném příjezdu Matyáše do Prahy roku 1611. Protestantští stavové Václava prohlásili za zrádce, který kvůli vlastním zájmů zradil svého krále a vedli proti němu vyšetřování, shledali vinným a posléze odsoudili ke ztrátě cti, života a majetku. Po několika přímluvách císař Matyáš rozsudek zmírnil na doživotní vězení. Václav byl převezen do kladské pevnosti, kam ho doprovázel jeho zpovědník a manželka. Ve své cele si zřídil oltář a za ním postupně odebíral kameny, díky čemuž se mu po roce podařilo z vězení uprchnout. Dostal se na střechu budovy a odtud pomocí lanového žebříku na svobodu, kde již čekal připravený kůň.
Dostal se do Krakova, kde se ve věku 45 let zapsal jako student tamní univerzity. Na jeho dopadení byla vypsána vysoká odměna. Když však v roce 1618 v Čechách vypuklo protihabsburské povstání, podařilo se mu dostat do Prahy a získat stavy na své stranu novým slibem, že již nebude konat ve prospěch císařské dynastie. Mezitím však již tajně korespondenčně jednal s králem Ferdinandem II. a prosil jej, aby anuloval všechno, co bylo rozhodnuto na českém zemském sněmu v letech 1615 a 1616. Král neměl v úmyslu se zavazovat, ale prohlásil, že je připraven ratifikovat ve prospěch Václava.
Protestantští páni však Václavovi nedůvěřovali a pozorně ho sledovali. Když se dověděli o jeho tajném jednání, zajali ho pomocí jeho vlastních protestantských poddaných na jeho zámku v Chlumci a uvěznili ho. Zachránila ho porážka protestantů v bitvě na Bílé hoře v listopadu 1620, kdy byla jejich moc oslabena a Václav byl propuštěn. Král Ferdinand II. jemu a jeho dědicům potvrdil vlastnictví chlumeckého panství, a navíc mu udělil několik statků zabavených protestantům před rokem 1622.
Václav se však ze svého štěstí dlouho netěšil. Zemřel v roce 1626 ve věku 54 let v Brně.
| „                            | [1613] Pan Václav Vchynský z Vchynic, jsa od Jeho Milosti Císařské obdarován panstvím Chlumeckým a Kolínským, tak sobě vzpurně provozoval, jako by všech byl pánem. [Kutnohorským] horníkům sahal a sobě svobodně osoboval pozemky na straně u řeky Labe. Horníci se ho ostýchali a slabě odpírali, nebo nechtěl na nikoho nic dbáti, jak si navykl. | “ |
| — Mikuláš Daczický z Heslowa | |   |

## Majetek
Po otci zdědil panství Zásmuky.

## Rodina
Byl ženatý s Alžbětou Krajířovou z Krajku († 1626), ovdovělou Hofkirchenovou. Měli jediného syna Jana Oktaviána, prvního hraběte z rodu Kinských.